# Habsburg Károly Lajos (1918–2007)
Habsburg Károly Lajos (1918. március 10., Baden bei Wien – 2007. december 11., Brüsszel) teljes nevén Carl Ludwig Maria Franz Joseph Michael Gabriel Antonius Robert Stephan Pius Gregor Ignatius Marcus d’Aviano von Habsburg-Lothringen, IV. Károly, az utolsó magyar és cseh király valamint osztrák császár fia, Habsburg Ottó öccse, Charles de Bar néven vállalatigazgató.

## Élete

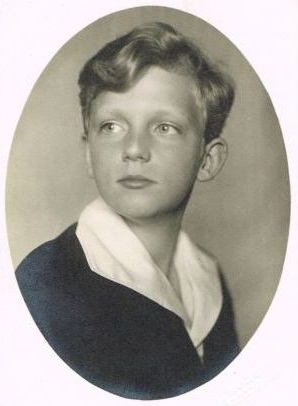
A főherceg az 1930-as években

1918-ban született IV. Károly magyar király és Zita magyar királyné ötödik gyermekeként, egyben negyedik fiaként.
Féléves volt, amikor az első világháborúban a Monarchia elbukott, a függetlenné váló Ausztriában, Magyarországon és Csehszlovákiában pedig köztársaságot kiáltottak ki, ami a császári család svájci száműzetéséhez vezetett. Atyja nem akart lemondani a trónról, és még két sikertelen visszatérési kísérletet tett a magyar trónra. Ezután Madeira szigetére száműzték a családot, ahol apja 1922-ben fiatalon spanyolnáthában elhunyt.
A második világháború alatt Károly Lajos és testvére, Félix az Egyesült Államokban önkéntes szolgálatra jelentkeztek a 101. gyalogsági zászlóaljba, amelyet azonban feloszlattak, amikor a kivándorolt zsidó önkéntesek visszautasították a besorozásukat. 
1945 júniusában visszatért Tirolba, azonban a Habsburg-törvény újbóli érvénybe lépése miatt 1946 elején ismét elhagyta Ausztriát. Charles de Bar néven különböző vállalatok vezetője, valamint egy belga bankház igazgatósági tagja volt Brüsszelben.

### Házassága
1950. január 17-én kötött házasságot Yolande de Ligne hercegnővel. Négy gyermekük született. Felesége, gyermekei és többi más leszármazottjai Brüsszelben élnek.